# AngeL + monsteR［MY NAME IS...］
『angeL + monsteR［MY NAME IS...］』（エンジェル・モンスター・マイ・ネーム・イズ）は、日本の歌手・倖田來未のミニ・アルバム。2020年12月2日にrhythm zoneより2枚同時にリリース。ここでは、『angeL［MY NAME IS...］』と『monsteR［MY NAME IS...］』の項目について参照する。

## 概要
アルバムとしては自身のファンクラブ（「倖田組」・「playroom」）限定でリリースされた『MY NAME IS...』以来、約2か月ぶりで、2枚同時アルバムとしてのリリースは2017年に発売された『W FACE 〜inside〜』と『W FACE 〜outside〜』以来となる。デビュー20周年にして自身初のミニ・アルバム。

### コンサートツアー
従来としてアルバムリリース直後に、引っ提げた全国ツアーを行っていたが、本作は新型コロナウイルスの感染拡大やパンデミックの流行りによる影響などから、翌年は一切開催されず、3年後の2023年に『KODA KUMI LIVE TOUR 2023 〜angeL & monsteR〜』と題して行われた（2022年に実施する予定となっていたが、5年ぶりのバンド編成ツアーとして『KODA KUMI Love & Songs 2022』を開催）。

## コンセプト
今作のコンセプト・テーマは、「光」と「闇」。倖田來未の20周年での経験が両作品に込めた内容となっている。2枚のタイトルにある「angeL」は「光」で、「monsteR」は「闇」となっている。
両アルバム共にCDには各6曲ずつ計12曲が収録され、DVD及びBlu-rayにはミュージック・ビデオが4曲が収録されている。シングル曲は、前アルバム（ファンクラブ限定）に収録済みの「puff」「Lucky Star」「XXKK」に加え、TBS系列情報番組『グッとラック!』のテーマソング「I’m Lovin’」も収録。
アルバム2枚の「CD」盤にはそれぞれ、【L盤】（=「angeL」）と【R盤】（=「monsteR」）が名付けられている。これら2枚のアルバムとDVDが付属した「2CD+DVD」盤、ファンクラブ限定盤の「2DVD+2DVD」「2DVD+Blu-ray」の計4形態で発売される。また、当初は収録予定がなかった「好きで、好きで、好きで。-うる星やつら Collaboration Version-」と「Guess Who Is Back -Lyric Video-」が急遽追加で収録されている。前者は自身も幼少期に視聴していたアニメ「うる星やつら」のキャラクター・ラムの大ファンであり、原作者である高橋留美子にオファーを承諾の上、本スペシャルコラボムービーが制作された。
ジャケット・ビジュアルは、"倖田來未"らしくセクシーでありながらも、ポップさと儚さが感じ取れるような写真になっている。

## 収録曲
- 作詞：KODA KUMI (※特記事項除く)

### angeL［MY NAME IS...］
1. Alarm [3:13]
作曲・編曲：Mike Macdermid, David Brant, Fidel Rosales, Charlotte Churchman
2. I’m Lovin’ [3:06]
作曲・編曲：Joe Lawrence, Linda Quero
3. for... [4:41]
作詞：KODA KUMI (ALL FANS)
作曲・編曲：KODA KUMI, Hi-yunk
4. RUN [3:41]
作曲・編曲：Matthew Tishler, Philip Bentley, DK Choo
5. puff [3:24]
作曲・編曲：Alyssa Ayaka Ichinose, Carlyle Fernandes, Gionata Caracciolo, MO-NO feat. SARA CRUZ & FLO RIDA, Sofia Ahlang
デジタルシングル
6. Lucky Star [3:34]
作曲：Christoffer Semelius, Andreas Oberg, Courtney Jenae
デジタルシングル

### monsteR［MY NAME IS...］
1. Killer monster [3:40]
作詞：KODA KUMI, Poe Leos
作曲・編曲：Kxhris, Nellz
2. WORK IT! [3:02]
作曲・編曲：Erik Lidbom, Ylva Dimberg, Nerd Money
3. FliCky [3:10]
作曲・編曲：Nicklas Eklund, Charlotte Wilson, Awry Will
4. No One [4:15]
作曲・編曲：Hi-yunk
5. Sing the truth [2:23]
作曲・編曲：Elizabeth Russo, Stefan Litrownik, John Wyatt Johnson, Karra Madden
6. XXKK [3:31]
作曲・編曲：Matt Wong, PK, Jamie Jones, Sydnie Brazile
デジタルシングル

### angeL + monsteR［MY NAME IS...］[注 1]

#### CD

##### Disc 1
- #angeL［MY NAME IS...］を参照。

##### Disc 2
- #monsteR［MY NAME IS...］を参照。

#### DVD・Blu-ray
※Blu-rayは、ファンクラブ限定盤のみ。

##### Disc 3
- Music Video
 puff
 XXKK
 RUN
 Killer monster

##### ファンクラブ限定盤
※Disc 3：Blu-rayは、Disc 3,4：DVDと同一。

###### Disc 4：DVD / Disc 3：Blu-ray
- 好きで、好きで、好きで。 -うる星やつら Collaboration Version-
- Guess Who Is Back -Lyric Video-
- Behind the Scenes -angeL × monsteR [MY NAME IS…]-

## タイアップ (「angeL［MY NAME IS...］のみ)
- TBS系列情報番組「グッとラック!」テーマソング (#2)

## 収録ライブ映像 (シングル曲除く)
※全て、angeL［MY NAME IS...］に収録。
- I’m Lovin’
  - 『KODA KUMI 20th ANNIVERSARY TOUR 2020 MY NAME IS...』(メドレー)
- for...
  - 『KODA KUMI Love & Songs 2022』
- RUN
  - 『KODA KUMI Love & Songs 2022』